# Česká ragbyová extraliga 1996/1997
Extraliga 1996/97 byla nejvyšší ragbyová liga mužů v České republice, hraná od podzimu 1996 do jara 1997. Vítězem se stalo mužstvo RC Tatra Smíchov.

## Tabulka po základní části
| Poř. | Tým                  | Z  | V  | R | P  | CB      | 4P | -7 | B* |
| ---- | -------------------- | -- | -- | - | -- | ------- | -- | -- | -- |
| 1.   | TJ Praga             | 14 | 11 | 1 | 2  | 328:129 |    |    | 37 |
| 2.   | RC Tatra Smíchov     | 14 | 10 | 1 | 3  | 338:136 |    |    | 35 |
| 3.   | RC Sparta Praha      | 14 | 6  | 2 | 6  | 266:235 |    |    | 28 |
| 4.   | RC Říčany            | 14 | 6  | 2 | 6  | 223:207 |    |    | 28 |
| 5.   | RC RealSpektrum Brno | 14 | 6  | 1 | 7  | 280:278 |    |    | 27 |
| 6.   | RC Slavia Praha      | 14 | 5  | 1 | 8  | 216:315 |    |    | 25 |
| 7.   | RC Přelouč           | 14 | 5  | 0 | 9  | 165:313 |    |    | 24 |
| 8.   | JIMI RC Vyškov       | 14 | 2  | 2 | 10 | 196:370 |    |    | 20 |

## Finálová skupina

### Semifinále
RC Tatra Smíchov – RC Sparta Praha 17:5 a 23:15

TJ Praga – RC Říčany 23:8 a 0:30

### O 3. místo
RC Sparta Praha – TJ Praga 15:7 a 13:35

### Finále
RC Tatra Smíchov – RC Říčany 13:13 (10:13) a 21:10 (7:10)

## O konečné umístění
RC RealSpektrum Brno – RC Vyškov 13:16 a 32:3

RC Slavia Praha – RC Přelouč 18:10 a 5:14

### O 5. místo
RC RealSpektrum Brno – RC Přelouč 20:12 a 39:3

### O 7. místo
RC Slavia Praha – JIMI RC Vyškov 34:20 a 46:12

## Baráž
JIMI RC Vyškov – RC Zlín 18:5

## Konečné pořadí
| Pořadí           | Tým                  |
| ---------------- | -------------------- |
| Zlatá medaile    | RC Tatra Smíchov     |
| Stříbrná medaile | RC Říčany            |
| Bronzová medaile | TJ Praga             |
| 4.               | RC Sparta Praha      |
| 5.               | RC RealSpektrum Brno |
| 6.               | RC Přelouč           |
| 7.               | RC Slavia Praha      |
| 8.               | RC Vyškov            |